# Liste der Naturdenkmale im Landkreis Hildburghausen
In der Liste der Naturdenkmale im Landkreis Hildburghausen sind die Naturdenkmale im Gebiet des Landkreises Hildburghausen in Thüringen aufgelistet.

## Naturdenkmale
| Nr.      | Bezeichnung                                                 | Botanische Bezeichnung | Lage                             | Gemarkung                  | Beschreibung/Bemerkungen | Bild                                                                   |
| -------- | ----------------------------------------------------------- | ---------------------- | -------------------------------- | -------------------------- | --- | ---------------------------------------------------------------------- |
|          | Kirchberg                                                   |                        | 50° 26′ 57,8″ N, 10° 51′ 34,6″ O | Brünn/Thür.                | | Bild gesucht                                                           |
|          | Bäume an der Straße Eisfeld – Crock                         |                        | 50° 26′ 13,2″ N, 10° 53′ 44,5″ O | Eisfeld                    | | Bild gesucht                                                           |
|          | Friedhofslinden Dingsleben                                  |                        | 50° 26′ 2,8″ N, 10° 36′ 0″ O     | Dingsleben                 | | Bild gesucht                                                           |
|          | Ottilienkapelle bei Ehrenberg                               |                        | 50° 28′ 42,6″ N, 10° 39′ 55,8″ O | Ehrenberg                  | |                                                                        |
|          | Einfürst (Altbergbau, geolog. Aufschluss)                   |                        | 50° 21′ 0″ N, 10° 34′ 54,1″ O    | Eicha                      | Ein morphologisch deutlich sichtbarer Basaltgang in den Keuperschichten. Er weist ein Südsüdwest – Nordnordost gerichtetes Streichen auf. Die Keuperablagerungen in der Umgebung sind den Bunten Mergeln des Mittleren Keupers zuzuordnen. | Bild gesucht                                                           |
|          | Tanzlinde                                                   |                        | 50° 22′ 27,1″ N, 10° 44′ 16,4″ O | Eishausen                  | | Bild gesucht                                                           |
|          | Tanzlinde                                                   |                        | 50° 22′ 38,6″ N, 10° 43′ 35,4″ O | Steinfeld                  | | weitere Bilder                                                         |
|          | Quelle Bergloch                                             |                        | 50° 22′ 27,5″ N, 10° 43′ 24,6″ O | Steinfeld                  | Das Bergloch liegt am südlichen Rand der Ortschaft Steinfeld. Es handelt sich um ein trichterförmiges Wasserbecken von etwa kreisförmiger Gestalt. In der Südwest-Ecke des Bergloches befindet sich am Boden des Wasserbeckens ein relativ frischer Einbruch vom Februar 1999. Die Karstquelle schüttet ständig mit einer nahezu konstanten Temperatur von 14 °C. Der Boden des Quelltrichters wird von Kalktuff bedeckt.                                                                    | Bild gesucht                                                           |
|          | Fehrenbacher Schweiz                                        |                        | 50° 30′ 33,8″ N, 10° 56′ 59,6″ O | Fehrenbach                 | Die Fehrenbacher Schweiz ist ein Talabschnitt der Biber an der Straße nach Masserberg mit markanten Felsbildungen. Sie besteht aus dem Konglomerat von Fehrenbach der Goldlauter-Folge des Unterrotliegend. Das Konglomerat setzt sich fast ausschließlich aus Schiefergebirgsmaterial zusammen, wobei Quarzitphyllite aus der Kernzone des Schwarzburger Sattels vorherrschen. | Bild gesucht                                                           |
|          | Oberes Dambachtal – Hähnlesbrunnen                          |                        | 50° 27′ 14″ N, 10° 45′ 58,3″ O   | Gerhardtsgereuth           | | Bild gesucht                                                           |
|          | Oberes Dambachtal – Rüssenteich                             |                        | 50° 27′ 42,5″ N, 10° 44′ 50,6″ O | Gerhardtsgereuth           | | Bild gesucht                                                           |
|          | Triniusfelsen bei Masserberg                                |                        | 50° 31′ 53,4″ N, 10° 56′ 37,7″ O | Masserberg                 | Es handelt sich um einen freistehenden Felsen aus Glimmerporphyrit, der teilweise bewachsen ist. Der Glimmerporphyrit ist braunrot bis violett oder grau gefärbt. In einer feinkristallinen bis dichten Grundmasse liegen helle – frische sowie auch teilweise zersetzte – Feldspäte und Biotit. Der Triniusfelsen ist das Ergebnis von Erosion. Teilweise ist das Gestein stärker geklüftet.                                                                                                | Bild gesucht                                                           |
|          | Maulbeerbaum                                                |                        | 50° 22′ 22,8″ N, 10° 36′ 13,3″ O | Gleichamberg               | | Bild gesucht                                                           |
|          | Alte Eiche an der Dingslebener Straße                       |                        | 50° 24′ 53,3″ N, 10° 34′ 10,2″ O | Haina                      | | Bild gesucht                                                           |
|          | Drei alte Linden am Kesselrasen                             |                        | 50° 25′ 4,1″ N, 10° 31′ 56,6″ O  | Haina                      | | Bild gesucht                                                           |
|          | Schießeiche                                                 | Quercus robur          | 50° 16′ 58,8″ N, 10° 43′ 39,4″ O | Heldburg                   | | weitere Bilder                                                         |
|          | Teufelseiche bei Hellingen                                  |                        | 50° 16′ 4,1″ N, 10° 41′ 2,8″ O   | Hellingen                  | | weitere Bilder                                                         |
|          | Burkhardtsquelle                                            |                        | 50° 30′ 53,6″ N, 10° 34′ 55,6″ O | Henfstädt                  | Die Quelle tritt in unmittelbarer Nähe (2 m) der Werra am Fuß einer Muschelkalk-Felswand aus. Der Quellaustritt ist mit bearbeitetem Kalkstein eingefasst. | Bild gesucht                                                           |
|          | Steinerne Kirche                                            |                        | 50° 30′ 52,2″ N, 10° 35′ 52,4″ O | Henfstädt                  | | Bild gesucht                                                           |
|          | Finkenwäldchen                                              |                        | 50° 24′ 56,5″ N, 10° 45′ 23″ O   | Birkenfeld                 | | Bild gesucht                                                           |
|          | Friedhofsbäume in Heubach                                   |                        | 50° 30′ 17,6″ N, 10° 55′ 35″ O   | Heubach                    | | Bild gesucht                                                           |
|          | Blutbuche am Bertholdstor                                   |                        | 50° 25′ 37,2″ N, 10° 43′ 57″ O   | Hildburghausen             | |                                                                        |
|          | Eiche an der Mittelschule                                   |                        | 50° 25′ 40,4″ N, 10° 43′ 37,2″ O | Hildburghausen             | | Bild gesucht                                                           |
|          | Zwei Eichen im Friedenspark                                 |                        | 50° 25′ 26,8″ N, 10° 43′ 36,8″ O | Hildburghausen             | |                                                                        |
|          | Chirotherium – Platten                                      |                        | 50° 25′ 34″ N, 10° 43′ 47,3″ O   | Hildburghausen             | Im Bereich Hildburghausen ist der Chirotheriensandstein als heller, wenig toniger, gleich- und feinkörniger Sandstein ausgebildet. Er ist fast immer braun oder gelb gefleckt (Tigersandstein) und tritt in starken Bänken auf. Im Chirotheriensandstein treten zahlreiche Netzleisten (ausgefüllte, ehemalige Trockenrisse) sowie Wellenfurchen (Wellenrippeln) auf. Eine große Platte mit Wellenrippeln stellt das heutige Flächennaturdenkmal dar.                                        |                                                                        |
|          | Hochmoor                                                    |                        | 50° 27′ 15,5″ N, 10° 42′ 56,2″ O | Hildburghausen             | Die ursprünglich geschützte Fläche ist nicht mehr im Gelände nachweisbar (ausgetrocknet), drei kleinflächige Teile, in TKs meist als Quellpunkte, nur in der KOMPASS-Wanderkarte (Online) flächig dargestellt. | Bild gesucht                                                           |
|          | Katzenhölzchen                                              |                        | 50° 26′ 34,1″ N, 10° 41′ 37,3″ O | Häselrieth                 | Nahe dem Katzenhölzchen fließen Einbach und Kohlbach in die Werra. Das Katzenhölzchen ist – wie auch der Lohmüllersteich und die Römersbachanlage (seit 1957) – ein gesichertes Naturdenkmal. Sehenswert ist das dort befindliche Steinkreuz, der Katzenstein. | Bild gesucht                                                           |
|          | Römersbachanlage                                            |                        | 50° 26′ 15,4″ N, 10° 43′ 34,1″ O | Hildburghausen             | | Bild gesucht                                                           |
|          | Lohmüllersteich                                             |                        | 50° 26′ 21,8″ N, 10° 43′ 36,8″ O | Hildburghausen             | Entlang des Römersbaches führt der Weg in Richtung Norden vorbei am Lohmüllersteich. Am Wegekreuz (Lohmüllers Wäldchen) wird links abgebogen. Nach wenigen Schritten reißt der Wald am Charlottenbrunn auf und gibt den Blick auf das nahegelegene Wohngebiet Waldstadt … frei. Der Teich befindet sich in einem Gehölz, er wird nur in der KOMPASS-Wanderkarte (Online) flächig dargestellt.                                                                                                | Bild gesucht                                                           |
|          | Schafteich                                                  |                        | 50° 26′ 17,5″ N, 10° 44′ 45,6″ O | Hildburghausen             | | Bild gesucht                                                           |
|          | Lindengruppe Rondell                                        |                        | 50° 24′ 48,2″ N, 10° 41′ 27,6″ O | Leimrieth                  | | Bild gesucht                                                           |
|          | Feldstein                                                   |                        | 50° 31′ 39,7″ N, 10° 38′ 4,2″ O  | Lengfeld                   | | Bild gesucht                                                           |
|          | Linde bei Linden                                            |                        | 50° 20′ 25,8″ N, 10° 36′ 18,4″ O | Linden                     | | Bild gesucht                                                           |
|          | Lindengruppe an der Straße Linden – Gleicherwiesen          |                        | 50° 20′ 57,8″ N, 10° 36′ 43,9″ O | Linden                     | | Bild gesucht                                                           |
| HBN 0057 | Weidenallee in Friedrichshall                               |                        | 50° 14′ 58,9″ N, 10° 45′ 49″ O   | Friedrichshall             | |                                                                        |
|          | Eiche im Mönchholz                                          |                        | 50° 23′ 53,5″ N, 10° 29′ 19,7″ O | Mendhausen                 | | Bild gesucht                                                           |
|          | Linde im Mönchshof                                          |                        | 50° 23′ 28,3″ N, 10° 28′ 49,8″ O | Mendhausen                 | | Bild gesucht                                                           |
|          | Eiche                                                       |                        | 50° 22′ 46,9″ N, 10° 32′ 15,4″ O | Milz                       | | Bild gesucht                                                           |
|          | Galgenteiche des Wiedersbaches bei Poppenwind / Wiedersbach |                        | 50° 28′ 0,8″ N, 10° 49′ 27,1″ O  | Poppenwind                 | | Bild gesucht                                                           |
|          | Brunnquell                                                  |                        | 50° 27′ 19,4″ N, 10° 38′ 40,9″ O | Reurieth                   | Die Karstquelle tritt am Westrand des Werratales im Bereich einer Nordnordwest – Südsüdost verlaufenden Störung aus. Das Einzugsgebiet der Karstquelle umfasst das Muschelkalkgebiet westlich und südlich von Reurieth. Die Quellschüttung beträgt im Durchschnitt 200 l/s. | Bild gesucht                                                           |
|          | Friedenslinde                                               |                        | 50° 27′ 10,1″ N, 10° 39′ 10,8″ O | Reurieth                   | | Bild gesucht                                                           |
|          | Friedhofslinden                                             |                        | 50° 27′ 11,2″ N, 10° 39′ 19,4″ O | Reurieth                   | | Bild gesucht                                                           |
|          | Alte Eiche „an der Pfanne“                                  |                        | 50° 23′ 49,2″ N, 10° 34′ 21″ O   | Römhild                    | | Bild gesucht                                                           |
|          | Baumbestand im Schlosshof                                   |                        | 50° 23′ 52,1″ N, 10° 32′ 28,3″ O | Römhild                    | | Bild gesucht                                                           |
|          | Bäume am Friedhof                                           |                        | 50° 23′ 51″ N, 10° 32′ 15″ O     | Römhild                    | | Bild gesucht                                                           |
|          | Kastanien an der Hartenburg                                 |                        | 50° 24′ 9,7″ N, 10° 33′ 52,2″ O  | Römhild                    | | Bild gesucht                                                           |
|          | Lindenallee in der Friedrich–Höfling–Straße                 |                        | 50° 23′ 44,5″ N, 10° 32′ 24″ O   | Römhild                    | | Bild gesucht                                                           |
|          | Zwei Linden am Fußweg Römhild – Irmelshausen                |                        | 50° 23′ 17,5″ N, 10° 30′ 42,1″ O | Römhild                    | | Bild gesucht                                                           |
|          | Steigledereiche                                             |                        | 50° 23′ 7,8″ N, 10° 33′ 33,8″ O  | Römhild                    | | Bild gesucht                                                           |
|          | Eibenhorst                                                  |                        | 50° 27′ 15,1″ N, 10° 57′ 27,4″ O | Sachsenbrunn               | Nördlich oberhalb des Ortsteils Schwarzenbrunn befindet sich eines der letzten großflächigen Eibenvorkommen in Thüringen. | Bild gesucht                                                           |
|          | Fleischbaum                                                 |                        | 50° 26′ 14,6″ N, 10° 57′ 27,4″ O | Sachsenbrunn               | | Bild gesucht                                                           |
|          | Tanzlinde                                                   | Tilia platyphyllos     | 50° 26′ 38,4″ N, 10° 56′ 40,5″ O | Sachsenbrunn               | |                                                                        |
|          | Tropfsteinhöhle                                             |                        | 50° 27′ 14,8″ N, 10° 58′ 1,6″ O  | Sachsenbrunn               | | Bild gesucht                                                           |
|          | Sterzingsbuche                                              |                        | 50° 31′ 16,7″ N, 10° 52′ 18,1″ O | Schönbrunn (Schleusegrund) | | Bild gesucht                                                           |
|          | Mühlberg (und) Köpfle                                       |                        | 50° 31′ 37,9″ N, 10° 53′ 11″ O   | Sachsenbrunn               | Der Mühlberg befindet sich im Grenzbereich von Thüringer Wald und Thüringischem Schiefergebirge. Am Köpfchen ist phyllitischer Tonschiefer aufgeschlossen. Dieser weist intensive Faltenbildung auf. | Bild gesucht                                                           |
|          | Kiefer bei St. Bernhard                                     |                        | 50° 27′ 22,3″ N, 10° 35′ 57,1″ O | St. Bernhard               | | Bild gesucht                                                           |
|          | Itzquelle                                                   |                        | 50° 26′ 47″ N, 10° 59′ 30,1″ O   | Stelzen                    | |                                                                        |
|          | Himmelreich                                                 |                        | 50° 24′ 23″ N, 10° 43′ 16,3″ O   | Stressenhausen             | | Bild gesucht                                                           |
|          | Kapellenberg                                                |                        | 50° 23′ 5,6″ N, 10° 41′ 0,6″ O   | Stressenhausen             | Am Kapellenberg stehen Schichten der Unteren Gipskeuper-Folge des Mittleren Keupers an. Es handelt sich um bunte Mergel mit Steinmergellagen, Dolomiten, Sandsteinen und Quarzbreccien. Die Ablagerungen des Keupers werden am Kapellenberg von einem basaltischen Gang (Limburgit) durchbrochen. Der Gang ist nicht mehr aufgeschlossen, es finden sich aber Lesesteine. | Bild gesucht                                                           |
|          | Linde am Ortseingang von Sülzdorf                           |                        | 50° 24′ 40,3″ N, 10° 29′ 32,3″ O | Sülzdorf                   | | Bild gesucht                                                           |
|          | Märzenbechervorkommen am Roten Hölzchen                     |                        | 50° 24′ 56,9″ N, 10° 32′ 37,3″ O | Sülzdorf                   | | Bild gesucht                                                           |
|          | Sturzwand des eingefallenen Berges                          |                        | 50° 29′ 25,1″ N, 10° 37′ 16,7″ O | Themar                     | Der Bergrutsch am Eingefallenen Berg (80 m hoch, 500 m lang) ereignete sich am 3. April 1595. Hier lagert der Untere Muschelkalk mit seinen klüftigen Kalksteinen auf den Tonsteinen des Oberen Buntsandsteins (Röt).Da die im Muschelkalk eindringenden Niederschlagswässer an der Rötgrenze gestaut werden, kommt es zu einer Durchfeuchtung der Ton- und Mergelsteine des Röts, die die hangenden Schichten des Unteren Muschelkalks zum Gleiten bringen.                                 | Bild gesucht                                                           |
|          | Rappsgrabenschlucht                                         |                        | 50° 14′ 30,1″ N, 10° 48′ 46,4″ O | Ummerstadt                 | In der Rapsgrabenschlucht sind Sandsteine, Tonsteine und Kalksteine angeschnitten, die den Bunten Keuperletten mit weißen Sandsteinbänken (Mittlerer Keuper 6) und den Dolomitischen Arkosen (Mittlerer Keuper 7) zuzuordnen sind. Es handelt sich um eine klammartige Schlucht. | Bild gesucht                                                           |
|          | Bäume am alten Friedhof                                     |                        | 50° 24′ 21,2″ N, 10° 48′ 41″ O   | Veilsdorf                  | | Bild gesucht                                                           |
|          | Eibenhorst                                                  |                        | 50° 24′ 41,8″ N, 10° 50′ 10,7″ O | Schackendorf               | Im Naturschutzgebiet „Schakendorfer Leite“ ist ein einzigartiger Eibenbestand zu finden. Die Nordhanglage bietet auf einer Fläche von etwa 15 Hektar sehr gute Wuchsvoraussetzungen für die mehr als tausend Eiben. | Bild gesucht                                                           |
|          | Kiefer                                                      |                        | 50° 25′ 16,3″ N, 10° 49′ 33,2″ O | Schackendorf               | | Bild gesucht                                                           |
|          | Linde                                                       |                        | 50° 24′ 58″ N, 10° 49′ 17,8″ O   | Schackendorf               | | Bild gesucht                                                           |
|          | Linde an der Kirche                                         |                        | 50° 24′ 29,2″ N, 10° 48′ 43,6″ O | Veilsdorf                  | | Bild gesucht                                                           |
|          | Baumgruppe im Börnersgrund bei Waldau                       |                        | 50° 30′ 19,1″ N, 10° 49′ 6,6″ O  | Waldau                     | | Bild gesucht                                                           |
|          | Eibe an der Schule Westenfeld                               |                        | 50° 25′ 53,4″ N, 10° 29′ 46,7″ O | Westenfeld                 | | Bild gesucht                                                           |
|          | Linde an der Sülzdorfer Straße                              |                        | 50° 25′ 41,9″ N, 10° 29′ 46,7″ O | Westenfeld                 | | Bild gesucht                                                           |
|          | Wilde – Weiber – Löcher                                     |                        | 50° 26′ 49,2″ N, 10° 29′ 9,6″ O  | Westenfeld                 | Es handelt sich um ein Kerbtal, an dessen Hang sich der ehemalige Höhleneingang befindet. Der Eingang zur Höhle ist durch Gestein verfüllt. Die Karsthöhlung ist durch Karbonatlösung und -auslaugung entstanden. Die tektonische Beanspruchung durch die Aufwölbung des Bibraer Sattels hat mit zur Höhlenbildung beigetragen. Am östlichen Talhang sind zwei aufgelassene Steinbrüche im Unteren Muschelkalk vorhanden.                                                                    | Bild gesucht                                                           |
|          | Eiche im Meisterzagel                                       |                        | 50° 18′ 31,3″ N, 10° 40′ 43,3″ O | Westhausen                 | | Naturdenkmal in 98663 Westhausen Eiche im Meisterzagel im Februar 2025 |
|          | Grufteiche bei Haubinda                                     |                        | 50° 20′ 23,3″ N, 10° 38′ 8,5″ O  | Haubinda                   | | Bild gesucht                                                           |
|          | Niederungsmoor des Wiedersbaches                            |                        | 50° 28′ 23,9″ N, 10° 49′ 3,4″ O  | Wiedersbach                | | Bild gesucht                                                           |
|          | Eiche                                                       |                        | 50° 24′ 46,4″ N, 10° 37′ 25,3″ O | Zeilfeld                   | | Bild gesucht                                                           |
|          | 1 Rotbuche und 2 Weißbuchen                                 |                        |                                  | Eichenberg                 | | Bild gesucht                                                           |
|          | Springquellgebiet                                           |                        | 50° 25′ 37,9″ N, 10° 32′ 37,3″ O | Haina                      | Der Quellaustritt erfolgt an der Grenze Unterer/Mittlerer Muschelkalk. Die Karstquelle ist mit einem Quellhaus überbaut und hat einen freien Überlauf. | Bild gesucht                                                           |
|          | Linden und Eichen im alten Steinbruch                       |                        | 50° 22′ 27,8″ N, 10° 33′ 44,6″ O | Hindfeld                   | | Bild gesucht                                                           |
|          | Der Große Stein nördlich Gießübel                           |                        | 50° 34′ 20″ N, 10° 55′ 23,4″ O   | Gießübel                   | Der Große Stein liegt am nördlichen Ortsrand von Oberneubrunn an dem steil ansteigenden Süd- bzw. Südwesthang des Sommerberges. Auf dem Gipfel des Großen Steins ragt ein Felsklotz mit stark gefaltetem Gestein hervor. Es handelt sich um intensiv gefaltete Tonschiefer und Quarzite mit starkem phyllitischen Glanz. In den Phylliten können generell noch Lagen bzw. Knauern von Fettquarz, graphitische Schiefer, Amphibolith und Porphyroid (geschieferter Porphyr) eingelagert sein. |                                                                        |
|          | Dorflinde                                                   |                        | 50° 23′ 15,7″ N, 10° 39′ 20,2″ O | Bedheim                    | |                                                                        |
|          | Eiche                                                       |                        | 50° 26′ 38,4″ N, 10° 40′ 44,4″ O | Ebenhards                  | | Bild gesucht                                                           |
|          | Eiche bei Ehrenberg                                         |                        | 50° 29′ 8,5″ N, 10° 40′ 3,4″ O   | Ehrenberg                  | | Bild gesucht                                                           |
|          | Rosskastanie                                                |                        | 50° 25′ 3,4″ N, 10° 53′ 52,1″ O  | Eisfeld                    | | Bild gesucht                                                           |
|          | Siebeneichen                                                |                        | 50° 16′ 57,7″ N, 10° 41′ 45,2″ O | Gellershausen              | | weitere Bilder                                                         |
|          | Wacholderbäume                                              |                        | 50° 17′ 32,6″ N, 10° 41′ 40,9″ O | Gellershausen              | | Bild gesucht                                                           |
|          | Linde am Denkmalplatz                                       |                        | 50° 22′ 27,8″ N, 10° 35′ 49,6″ O | Gleichamberg               | | Bild gesucht                                                           |
| HBN 1014 | Linde am jüdischen Friedhof                                 |                        | 50° 21′ 25,3″ N, 10° 38′ 19″ O   | Gleicherwiesen             | Sommer-Linde, ca. 28 m hoch. Am 1. Januar 2025 durch einen Böller, der in einem Hohlraum des Stammes platziert wurde, abgebrannt. |                                                                        |

## Belege
1. ↑  
Naturdenkmale - § 28 BNatSchG im Landkreis in: Schutzgebiete im Landkreis Hildburghausen in: Natur und Umwelt im Landkreis Hildburghausen. In: landkreis-hildburghausen.de. Abgerufen am 13. Juli 2023.
2. 1 2 3 4 5 6 7 8 9 10 11 12 13 14  
Karten. Thüringer Ministerium für Umwelt, Energie und Naturschutz, abgerufen am 7. Januar 2019.
3. ↑  Linde bei Gleicherwiesen. Register-Nr.: 4875. In: baumkun.de. Abgerufen am 2. Januar 2025 (deutsch).
4. ↑  Benjamin Pogadl: Thüringer Naturdenkmal von Böller-Idioten zerstört – es wurde etwa 500 Jahre alt. 2. Januar 2025, abgerufen am 2. Januar 2025 (deutsch).
5. ↑  Kreis Hildburghausen: 500 Jahre alte Linde durch Feuerwerk zerstört. In: MDR. 2. Januar 2025, abgerufen am 2. Januar 2025 (deutsch).

- Karte mit allen Koordinaten:
- OSM |
- WikiMap